# 五酸化炭素
五酸化炭素(ごさんかたんそ、Carbon pentoxide)は、特殊なオキソカーボンである。低温で生成、研究される。この分子は大気化学や、太陽系外縁部及び外宇宙の冷たい氷の研究にとって重要である。ガニメデやトリトンでは、この物質が形成され、存在している可能性がある。この分子は、1つの炭素原子と4つの酸素原子からなる五員環から構成され、C2対称性を持っている。5つめの酸素原子は、炭素原子と二重結合している。五員環は正五角形ではなく、結合の長さや角度は均一ではない。炭素と結合していない酸素原子間の距離は1.406Åであるが、これらの酸素原子と炭素と結合している酸素原子との間の距離は1.457Å、炭素原子と酸素原子の間の距離は1.376Å、炭素と酸素の間の二重結合の距離は最も短い1.180Åである。OOO結合の角度は100.2°、OOC結合の角度は109.1°、OCO結合の角度は125.4°である。

## 生成
五酸化炭素は、凍った二酸化炭素に5kVの電子を照射することにより生成される。この反応機構は、四酸化炭素が酸素原子と反応するものである。この反応により、17.0 kJmol-1が放出される。オゾンと二酸化炭素からの生成は165.6kJmol-1分エネルギー的に不利であり、三酸化炭素と酸素分子との反応は31.6kJmol-1を必要とする。